# Rolf Ludwig

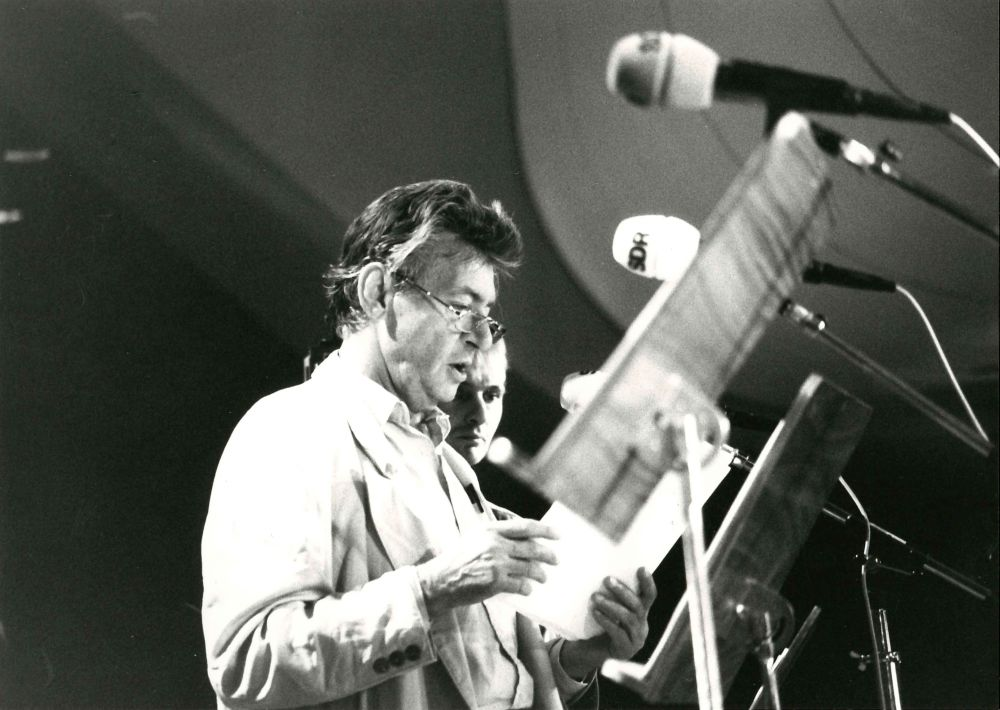
Rolf Ludwig (vorn) im Hörspielstudio in einer Aufnahme des Berliner Fotografen Werner Bethsold

Rolf Ludwig (* 28. Juli 1925 in Stockholm; † 27. März 1999 in Berlin) war ein deutscher Schauspieler. Er war einer der populärsten und vielseitigsten Schauspieler der DDR. In einem Nachruf der Tagesschau wurde er als der „Tausendsassa der großen Berliner Schauspielbühnen“ bezeichnet.

## Leben

### Herkunft, Ausbildung und erste Jahre
Rolf Ludwig war der Sohn des Buchdruckers und Gastwirts Richard Hermann Heinrich Ludwig und seiner Ehefrau Emmi, geborene Martens. Als er fünf Jahre alt war, kehrten die Eltern von Stockholm nach Dresden-Leuben zurück, wo er in der Lilienthalstraße 17 aufwuchs. Nach dem Besuch der Volksschule in Dresden machte er eine Lehre als Drucker. 1942 wurde er zum Arbeitsdienst eingezogen. Im Zweiten Weltkrieg war er ab 1943 Jagdflieger in der Luftwaffe. 1944 wurde er über Holland abgeschossen, verwundet und geriet in britische Kriegsgefangenschaft. Im Gefangenenlager bei Sheffield beteiligte er sich am Lagertheater.

### Theater
Nach dem Zweiten Weltkrieg spielte Ludwig für die Radebeuler Theatergruppe Heiterer Blick. Den Grundstein seiner großen Karriere legte Ludwig an der Berliner Volksbühne, wo er Mitte der 1950er-Jahre bis Anfang der 1960er-Jahre neben anderen Rollen den Truffaldino in Carlo Goldonis Diener zweier Herren spielte. Später wechselte er zum Deutschen Theater, dessen Ensemble er bis in die 1990er-Jahre angehörte. Gemeinsam mit Klaus Piontek spielte er in nahezu allen großen Inszenierungen des Deutschen Theaters. Über 16 Jahre hinweg war er hier 580 Mal als „Der Drache“ in dem von Benno Besson inszenierten gleichnamigen Stück von Jewgeni Schwarz zu sehen.

### Film, Fernsehen und Hörspiel
1956 spielte Rolf Ludwig die Titelrolle des Albert Hauptmann in der DEFA-Filmsatire Der Hauptmann von Köln, in der Slatan Dudow sich bissig mit dem Wirtschaftswunder in der Bundesrepublik, das mit der Wiederbewaffnung einhergeht, auseinandersetzt. In der Folgezeit spielte er in mehreren Stacheltier-Filmen mit. In dem DEFA-Märchenfilm Das Feuerzeug (1959) übernahm er die Rolle des gutmütigen Soldaten, der vom König um seinen Lohn gebracht wurde. In dem Gegenwartslustspiel Der Mann mit dem Objektiv (1961) spielte er die Rolle des Martin Marten, wo er gemeinsam mit Micaëla Kreißler den Schlager Du hast ’nen kleinen Mann im Ohr kreierte. Bis in die 1970er-Jahre hinein spielte er in zahlreichen weiteren Lustspielen mit. 1973 war Ludwig in dem DEFA-Filmklassiker Die Legende von Paul und Paula in der Rolle des Professors zu sehen. Daneben spielte er wiederholt in historischen und antifaschistische Filmen, wie etwa den Maler Hans Grundig in dem Fernsehfilm Requiem für Hans Grundig (1975) und den Dichter Friedrich Hölderlin in Herwig Kippings essayistischem Diplomfilm Hommage a Hölderlin (HFF 1983).
Oftmals war Ludwig in der Rolle des Erzählers in zahlreichen LITERA-Hörspiel-Produktionen, die in der DDR als Schallplattenaufnahmen weit verbreitet waren, zu hören. 1972 war er Sprecher der Eterna-Aufnahme von Sergej Prokofjews Peter und der Wolf und Benjamin Brittens Orchesterführer für junge Leute mit der Staatskapelle Dresden unter Herbert Kegel (Eterna 8 26 305). 1968 sprach er in der dänischen Kriminalkomödie Die Olsenbande die Rolle des Egon Olsen (Ove Sprogøe).
Wiederholt arbeitete er mit dem Regisseur Egon Günther zusammen, unter seiner Regie spielte er in der Becher-Adaption Abschied (1968), in der Ludwig die Rolle eines deutsch-nationalen Vaters, der Staatsanwalt ist, spielt. In der Rolle des Hrdlitschka in dem Gegenwartsfilm Der Dritte (1972) war Ludwig an der Seite von Jutta Hoffmann ein sympathischer, zurückhaltender Mann, der im Leben steht. In Lotte in Weimar (1975) nach dem Roman von Thomas Mann war er in der Rolle des Kellners Mager vom Hotel zum Elephanten zu sehen. In Stein (1991) spielte er einen Schauspieler, der von der Bühne abgeht, als der Prager Frühling niedergeschlagen wird. In Italien erhielt er dafür den Fellini-Preis.
Auch in den späten 1990er-Jahren war Ludwig noch als Schauspieler in Film und Fernsehen gefragt. 1995 spielte er in der Erich-Loest-Verfilmung Nikolaikirche den Pfarrer Reichenbork. Seine letzte Filmrolle hatte er 1997 in dem Fernsehfilm Winterkind in der Rolle des Jonathan.

### Späte Jahre und Tod

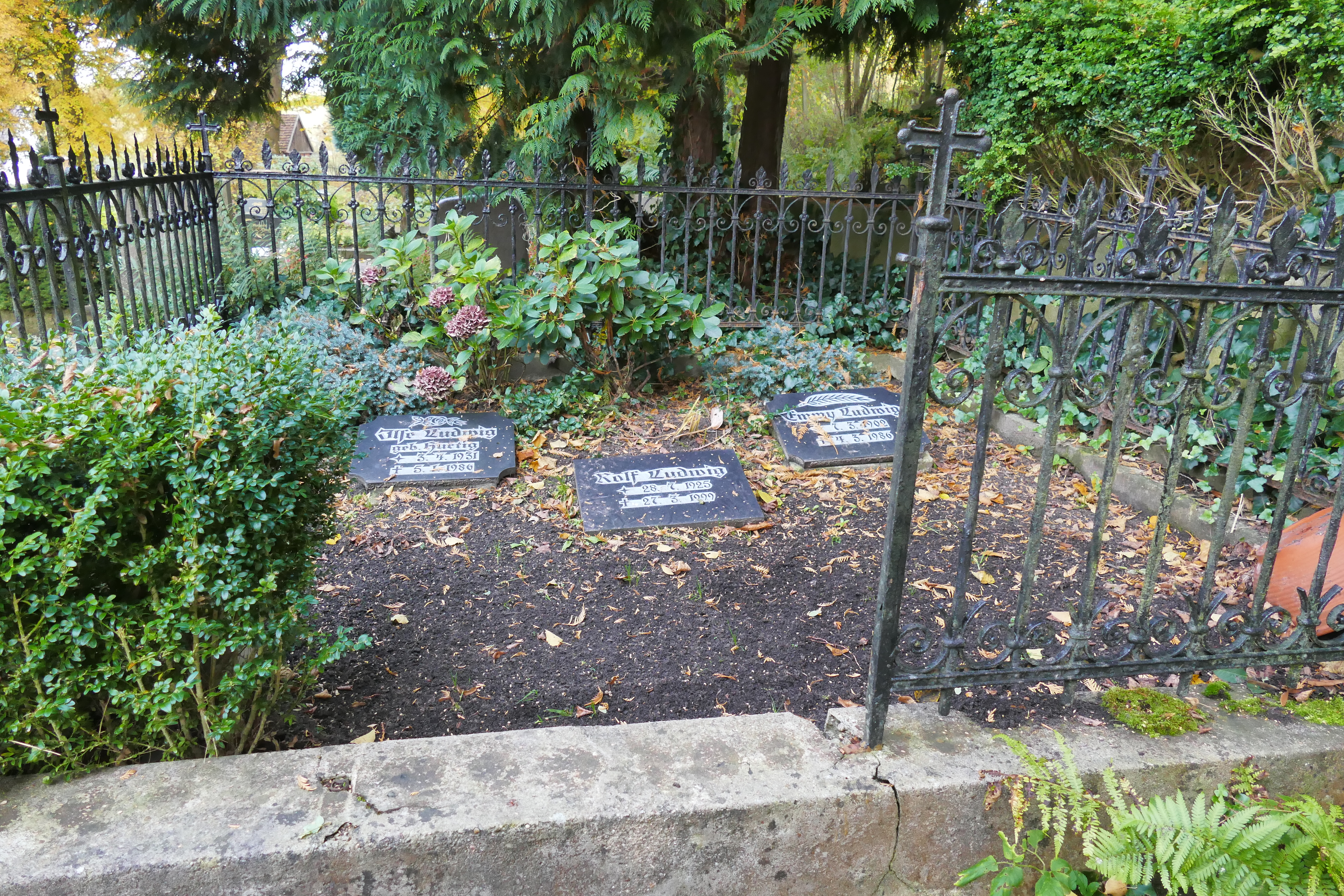
Grab Rolf Ludwigs auf dem „Neuen Friedhof“ in Benz auf Usedom

Anfang der 1990er-Jahre sorgte sein Streit mit Harald Juhnke über den Titel seiner Autobiografie Nüchtern betrachtet für Aufsehen, da Juhnke seine Autobiografie genauso nennen wollte. Rolf Ludwig, der von sich selbst behauptete, „kein Trinker, sondern ein Suffkopp“ zu sein, war über Jahrzehnte hinweg schwer alkoholabhängig. Oft stand er stark angetrunken auf der Bühne und wurde nur wegen seines außergewöhnlichen Talentes und der Tatsache, dass deswegen nie eine Vorstellung geplatzt ist, nicht entlassen. Selbst Juhnke musste dies einsehen und legte den Streit bei.
Rolf Ludwig war zweimal verheiratet und hatte aus seiner ersten Ehe eine Tochter und einen Sohn. In seinen letzten Lebensjahren hatte Ludwig mit mehreren Erkrankungen zu kämpfen. Er starb am 27. März 1999 im Alter von 73 Jahren in seiner Wohnung in Berlin. Nach seiner Einäscherung im Krematorium Meißen wurde Ludwig in Benz auf der Insel Usedom beigesetzt.

## Auszeichnungen
- 1959: Kunstpreis der DDR für Der Hauptmann von Köln
- 1973: Nationalpreis der DDR II. Klasse
- 1976: Kunstpreis des FDGB für Requiem für Hans Grundig im Kollektiv
- 1979: Kritikerpreis der Berliner Zeitung für die Darstellung in den Tschechow-Einaktern im Deutschen Theater Berlin
- 1982: Schauspielpreis (Nebenrolle) beim 2. Nationalen Spielfilmfestival der DDR in Karl-Marx-Stadt für Die Verlobte
- 1991: Fellini-Preis
- 1996: Goldene Henne für sein Lebenswerk[6]

## Filmografie
- 1952: Sein großer Sieg
- 1953: Die Unbesiegbaren
- 1955: Wer seine Frau lieb hat …
- 1955: Sommerliebe
- 1954: Ede sonnabends (Kurzspielfilm)
- 1955: Der Diener zweier Herren (TV)
- 1955: Martins Tagebuch (Sprecher)
- 1956: Drei Mädchen im Endspiel
- 1956: Sommer, Sonne, AK8 (Kulturfilm)
- 1956: Der Richter von Zalamea
- 1956: Der Teufelskreis
- 1956: Thomas Müntzer – Ein Film deutscher Geschichte
- 1956: Mich dürstet
- 1956: Der Hauptmann von Köln
- 1956: Fuchs tönende Wochenschau (Kurzspielfilm)
- 1957: Das Stacheltier: Das Gesellschaftsspiel – Eine unglaubliche Geschichte oder?
- 1957: Bennos böses Ich (Kurzspielfilm)
- 1959: Das Feuerzeug
- 1959: Im Sonderauftrag
- 1959: Der kleine Kuno
- 1959: Guter Rat ist billig (Kurzspielfilm)
- 1960: Das Leben beginnt
- 1960: Was denn nun, Herr Jehoda? (TV)
- 1960: Hochmut kommt vor dem Knall
- 1960: Die heute über 40 sind
- 1960: Komödie der Irrungen (TV)
- 1960: Der Diener zweier Herren (TV)
- 1960: Pascha in Nöten (TV)
- 1961: Italienisches Capriccio
- 1961: Der Fall Gleiwitz
- 1961: Der Mann mit dem Objektiv
- 1962: Der Weg nach Füssen (TV)
- 1963: Der Mann des Tages (TV)
- 1963: Der Morin – das Schwein
- 1964: Viel Lärm um nichts
- 1964: Der Kammersänger (TV)
- 1964: Volpone (TV)
- 1964: Das Abendgericht (TV)
- 1964: Asphalt-Story (TV)
- 1965: Solange Leben in mir ist
- 1966: Flucht ins Schweigen
- 1966: Feinde (TV)
- 1966: Die Ermittlung (Theateraufzeichnung)
- 1966: Die Perser (TV)
- 1967: Kleiner Mann – was nun? (TV-Zweiteiler)
- 1967: Laurencia (TV)
- 1968: Der Streit um den Sergeanten Grischa (TV-Zweiteiler)
- 1968: Abschied
- 1968: Die Russen kommen
- 1969: Jungfer, Sie gefällt mir
- 1969: Seine Hoheit – Genosse Prinz
- 1969: Nathan der Weise (TV)
- 1970: Netzwerk
- 1970: Tödlicher Irrtum
- 1970: Die Heirat
- 1971: Der Arzt wider Willen (Theateraufzeichnung)
- 1971: Optimistische Tragödie (TV)
- 1971: Avantgarde (Theateraufzeichnung)
- 1971: Kretschinskis Hochzeit (TV)
- 1971: Karriere
- 1972: Trotz alledem!
- 1972: Der Dritte
- 1972: Ein Engel reist ins Paradies (TV)
- 1973: Zement (Fernsehfilm, 2 Teile)
- 1973: Polizeiruf 110: Der Ring mit dem blauen Saphir (TV-Reihe)
- 1973: Die Zwillinge (TV)
- 1973: Die Legende von Paul und Paula
- 1974: Nachtasyl (TV)
- 1975: Die unheilige Sophia (TV-Zweiteiler)
- 1975: Lotte in Weimar
- 1975: Die Wildente (Theateraufzeichnung)
- 1975: Eine Pyramide für mich
- 1975: Requiem für Hans Grundig (TV)
- 1976: Schauspielereien: Die Trauerrede und andere heitere Begebenheiten (TV-Reihe)
- 1976: Süßer Vogel Jugend (TV)
- 1976: Die Geheimakte
- 1977: Camping-Camping (TV)
- 1977: Wer reißt denn gleich vor’m Teufel aus
- 1977: Ein Trompeter kommt (TV)
- 1977: Polizeiruf 110: Des Alleinseins müde (TV-Reihe)
- 1977: Vier Tropfen (TV)
- 1978: Ich zwing dich zu leben
- 1979: Zünd an, es kommt die Feuerwehr
- 1979: Kennst du das Land… Eine politische Revue (Dok.-film)
- 1979: Die Rache des Kapitäns Mitchell (TV)
- 1980: Die Verlobte
- 1980: Levins Mühle
- 1980: Kommt ein Vogel geflogen (TV)
- 1980: Polizeiruf 110: Der Hinterhalt (TV-Reihe)
- 1980: Pugowitza
- 1981: Verflucht und geliebt (Fernsehen, 5 Teile)
- 1982: Die Generalprobe (TV)
- 1982: Komm mit mir nach Chicago (TV)
- 1982: Das Graupenschloß (TV)
- 1982: Schwanengesang (Studioaufzeichnung)
- 1982: Wiederbegegnung (TV)
- 1982: Der entführte Prinz (TV)
- 1983: Hommage à Hölderlin (HFF-Film)
- 1983: Der Mann und sein Name (TV)
- 1983: Es geht einer vor die Hunde (Fernsehfilm)
- 1983: Moritz in der Litfaßsäule
- 1983: Die ewigen Gefühle (TV)
- 1984: Wo andere schweigen
- 1984: Eine sonderbare Liebe
- 1984: Einzug ins Paradies (TV-Serie)
- 1984: Die Grünstein-Variante (TV)
- 1984–1986: Bebel und Bismarck (TV-Dreiteiler)
- 1985: Meine Frau Inge und meine Frau Schmidt
- 1985: Das musikalische Nashorn (HFF-Film)
- 1985–1987: Sansibar oder Der letzte Grund (TV)
- 1986: Das Buschgespenst (TV-Zweiteiler)
- 1986: Das Schulgespenst
- 1986: Stielke, Heinz, fünfzehn…
- 1986: Katja unterwegs in der DDR (TV)
- 1986: Schauspielereien: Ein ehrlicher Finder (TV-Reihe)
- 1986: Die lustigen Weiber von Windsor (TV)
- 1987: Bebel und Bismarck (TV-Reihe)
- 1987: Käthe Kollwitz – Bilder eines Lebens
- 1987: Wallenstein (TV-Zweiteiler)
- 1987: Schauspielereien: Genau auf Tag und Stunde (TV-Reihe)
- 1987: Der Staatsanwalt hat das Wort: Unter einem Dach (TV-Reihe)
- 1987: Ganz in Familie (TV)
- 1987: Schauspielereien: Berliner Pflanzen (TV-Reihe)
- 1988: Schwein gehabt
- 1988: Chausseestraße 126 (Dokumentarfilm, Sprecher)
- 1988: Der blaue Boll (Theateraufzeichnung)
- 1989: Späte Ankunft (Fernseh-Zweiteiler)
- 1991: Stein
- 1991: Die Jüdin von Toledo (TV)
- 1991: Das Trio (TV)
- 1991: Abschied (HFF-Film)
- 1992: Lenz (TV)
- 1992: Das Land hinter dem Regenbogen
- 1993: Der Biberpelz (TV)
- 1993: Dämmerung
- 1994–1996: Die Probe – König Lear (HFF-Film)
- 1995: Nikolaikirche (TV-Zweiteiler)
- 1995: Ärzte, Folge: Herberge für einen Frühling (TV-Serie)
- 1995: Nr. 73 (HFF-Film)
- 1995: Ferien jenseits des Mondes (TV)
- 1997: Winterkind

## Theater
- 1953: Nikolai Gogol: Die Heirat (Kotschkarew) – Regie: Franz Kutschera (Theater am Schiffbauerdamm)
- 1955: Johann Wolfgang von Goethe: Götz von Berlichingen (Liebetraut) – Regie: Fritz Wisten (Volksbühne Berlin)
- 1955: Carlo Goldoni: Der Diener zweier Herren, (Truffaldino), Regie: Otto Tausig, Volksbühne Berlin
- 1956: Wsewolod Wischnewski: Die erste Reiterarmee (Urlauber) – Regie: Kurt Jung-Alsen (Volksbühne Berlin)
- 1956: William Shakespeare: Ein Sommernachtstraum (Puck) – Regie: Fritz Wisten (Volksbühne Berlin)
- 1957: Beaumarchais: Der tolle Tag oder Figaros Hochzeit, (Figaro), Regie: Kurt Jung-Alsen, Volksbühne Berlin
- 1957: Gerhart Hauptmann: Die Weber (Moritz Ludwig) – Regie: Ernst Kahler (Volksbühne Berlin)
- 1959: Slátan Dudow/Michael Tschesno-Hell: Der Hauptmann von Köln (Hauptmann Hans-Albert) – Regie: Otto Tausig (Volksbühne Berlin)
- 1960: Ben Jonson: Volpone, (Mosca), Regie: Otto Tausig, Volksbühne Berlin
- 1961: Maxim Gorki: Sommergäste (Wlass) – Regie: Wolfgang Heinz (Deutsches Theater Berlin)
- 1961: Walter Hasenclever: Ein besserer Herr (Der bessere Herr) – Regie: Emil Stöhr (Volksbühne Berlin)
- 1963: Lope de Vega: Ritter vom Mirakel (Ritter vom Mirakel) – Regie: Fritz Bennewitz (Volksbühne Berlin)
- 1963: Carl Zuckmayer: Der Hauptmann von Köpenick – Regie: Hannes Fischer (Volksbühne Berlin)
- 1964: Peter Hacks (nach Offenbach/Meilhac/Halévy): Die schöne Helena (Kalchas) – Regie: Benno Besson (Deutsches Theater – Kammerspiele)
- 1965: Jewgeni Schwarz: Der Drache (Drache) – Regie: Benno Besson (Deutsches Theater Berlin)
- 1966: William Shakespeare: Maß für Maß, (Claudio), Regie: Adolf Dresen, Deutsches Theater Berlin
- 1966: Gotthold Ephraim Lessing: Nathan der Weise, Regie: Friedo Solter, Deutsches Theater Berlin
- 1967: Nikolai Gogol: Heirat (Kotschkarew) – Regie: Hans-Diether Meves (Deutsches Theater Berlin – Kammerspiele)
- 1967: Horst Salomon: Ein Lorbaß (August Hirsch) – Regie: Benno Besson (Deutsches Theater Berlin)
- 1968: Jean Baptiste Molière: Don Juan oder Der steinerne Gast, (Sganarelle), Regie: Benno Besson, Deutsches Theater Berlin
- 1970: Bertolt Brecht: Der gute Mensch von Sezuan, (Flieger Sun und Wasserverkäufer Wang), Regie: Benno Besson, Volksbühne Berlin
- 1970: Walentin Katajew: Avantgarde (Majorow) – Regie: Fritz Marquardt (Volksbühne Berlin)
- 1971: Alexander Nikolajewitsch Ostrowski: Der Wald, (Gennadi), Regie: Manfred Karge/Matthias Langhoff, Volksbühne Berlin
- 1972: William Shakespeare: Othello, (Othello), Regie: Manfred Karge/Matthias Langhoff, Volksbühne Berlin
- 1973: Henrik Ibsen: Die Wildente, (Ekdal), Regie: Manfred Karge/Matthias Langhoff, Volksbühne Berlin
- 1974: Christian Collin: Manana – Manana – Regie: Heiner Möbius (Theater der Freundschaft)
- 1975: Astel-Paul und die anderen – Deutsche Volkslieder, Regie: Adolf Dresen, Deutsches Theater Berlin
- 1976: Wolfgang-Borchert-Abend, Deutsches Theater Berlin
- 1977: Maxim Gorki: Kinder der Sonne, Regie: Wolfgang Heinz, Deutsches Theater Berlin
- 1978: Dario Fo: Zufälliger Tod eines Anarchisten, (Sportsmann), Regie: Dieter Mann, Deutsches Theater Berlin
- 1979: Friedrich Schiller:  Wallenstein, (Holkischer Jäger / Octavio Piccolomini), Regie: Friedo Solter, Deutsches Theater Berlin, Fernsehaufzeichnung 1987
- 1980: Peter Hacks: Senecas Tod (Maurer) – Regie: Cox Habbema (Deutsches Theater Berlin)
- 1982: Michail Bulgakow: Verschwörung der Heuchler (Molière) – Regie: Thomas Langhoff (Theater im Palast)
- 1983: Jewgeni Schwarz: Der nackte König – Regie: Joachim Siebenschuh (Theater der Freundschaft)
- 1985: William Shakespeare: Der Kaufmann von Venedig, (Tubal), Regie: Thomas Langhoff, Deutsches Theater Berlin
- 1985: Ernst Barlach: Der blaue Boll, (Prunkhorst), Regie: Rolf Winkelgrund, Deutsches Theater Berlin
- 1985: Johannes R. Becher: Winterschlacht (Stabskoch Oberkofler) – Regie: Alexander Lang (Deutsches Theater Berlin)
- 1986: Berliner Lieder, Regie: Kurt Böwe, Deutsches Theater Berlin
- 1987: Michail Bulgakow/Bearbeitung: Heinz Czechowski: Der Meister und Margarita, (Der Meister), Regie: Siegfried Höchst, Volksbühne Berlin
- 1988: Volker Braun: Transit Europa (Jude), Regie: Friedo Solter, Deutsches Theater Berlin
- 1989: Brendan Behan: Die Geisel, (Mulleady), Regie: Thomas Langhoff, Deutsches Theater Berlin
- 1990: Franz Grillparzer: Die Jüdin von Toledo (Isaak), Regie: Thomas Langhoff, Salzburger Festspiele
- 1991: Sean O’Casey: Das Ende vom Anfang, (Darry Berril), Regie: Andrea Breth, Burgtheater Wien
- 1992: Hugo von Hofmannsthal: Der Turm, (Anton), Regie: Thomas Langhoff, Deutsches Theater Berlin
- 1993: Gerhart Hauptmann: Der Biberpelz, (Mitteldorf), Regie: Thomas Langhoff, Deutsches Theater Berlin
- 1993: William Shakespeare: Coriolan (Römischer Bürger/Volskischer Diener) – Regie: Deborah Warner (Salzburger Festspiele – Felsenreitschule)
- 1995: Menyhért Lengyel: Noch ist Polen nicht verloren, (Professor Siletzky), Regie: Ulrike Jackwerth, Renaissance-Theater Berlin
- 1995: Klaus Pohl: Wartesaal Deutschland Stimmenreich, Regie: Klaus Pohl, Deutsches Theater Berlin
- 1997: Botho Strauß: Ithaka, (Laertes), Regie: Thomas Langhoff, Deutsches Theater Berlin
- 1998: William Shakespeare: Maß für Maß, (Barnadino), Regie: Uwe Eric Laufenberg, Deutsches Theater Berlin

## Hörfunk
- 1953: Charles Dickens: Der Weihnachtsabend (Geist) – Regie: Hans Busse (Hörspiel – Rundfunk der DDR)
- 1955: A. G. Petermann: Die Premiere fällt aus (Inspizient) – Regie: Herwart Grosse (Kriminalhörspiel – Rundfunk der DDR)
- 1962: Karel Čapek: Ein Abend mit Karel Capek (Kralik) – Regie: Hans Knötzsch – (Hörspiel – Rundfunk der DDR)
- 1965: Vercors: Zoo oder Der menschenfreundliche Mörder (Verteidiger) – Regie: Edgar Kaufmann (Rundfunk der DDR)
- 1977: Wolfgang Kohlhaase: Die Grünstein-Variante – Eine Geschichte in Erinnerung an Geschichten, die Ludwig Turek erzählt hat, (Lodek), Regie: Günther Rücker u. Barbara Plensat, Dramaturgie: Wolfgang Beck – Rundf. d. DDR
- 1979: Joachim Brehmer: Jahreswechsel – Wechseljahre (Paul) – Regie: Achim Scholz (Hörspiel – Rundfunk der DDR)
- 1979: Fritz Göhler: Vom König der nicht küssen konnte – Regie: Fritz Göhler (Kinderhörspiel – Rundfunk der DDR)
- 1979: Christian Zeiler: Stadtfräulein (Herr Stachus) – Regie: Achim Scholz (Hörspiel – Rundfunk der DDR)
- 1979: Astrid Lindgren: Pippi Langstrumpf – Regie: Rüdiger Zeige (3 Folgen / Kinderhörspiel – Rundfunk der DDR)
- 1981: Heiner Müller: Der Auftrag (Antoine) – Regie: Alexander Stillmark (Hörspiel – Rundfunk der DDR)
- 1981: Joachim Brehmer: Lebenszeichen (Antonius) – Regie: Achim Scholz (Hörspiel – Rundfunk der DDR)
- 1985: Wilhelm Jacoby/Carl Laufs: Pension Schöller (Klapproth) – Regie: Norbert Speer (Hörspiel – Rundfunk der DDR)
- 1985: Hans Siebe: Feuersteine (Wendler) – Regie: Werner Grunow (Kriminalhörspiel – Rundfunk der DDR)
- 1986: Volkmar Röhrig: Die Heimat des Fußballers ist der Rasen (Hardy Moll) – Regie: Barbara Plensat – Rundfunk der DDR
- 1986: Hans Weber: Twini (Opa) – Regie: Norbert Speer (Kinderhörspiel – Rundfunk der DDR)
- 1986: Dieter Scharfenberg: Petrea und die Blütenkaiserin – Regie: Dieter Scharfenberg (Kinderhörspiel – Rundfunk der DDR)
- 1987: Don Haworth: Die abenteuerlichen Tode des Mister Fruin – Regie: Rainer Schwarz (Rundfunk der DDR)
- 1988: Hans Fallada: Geschichten aus der Murkelei (Erzähler) – Regie: Angelika Perl (3 Folgen / Kinderhörspiel – Rundfunk der DDR)
- 1989: Omar Saavedra Santis: Fall im Morgengrauen (Angelo) – Regie: Fritz Göhler (Hörspiel – Rundfunk der DDR)
- 1991: Gerhard Zwerenz: Des Meisters Schüler – Regie: Hans Gerd Krogmann (Hörspiel – Sachsen Radio)
- 1994: Rainer Puchert: Himmelsgänger – Regie: Klaus-Michael Klingsporn (DLR Berlin)
- 1995: Steffen Kopetzky: Die Entdeckung der Pyramiden – Regie: Ulrich Simontowitz (Hörspiel (Kunstkopf) – SFB)
- 1995: Xenija Dragunskaja: Oktoberland (Papa) – Regie: Beate Rosch/Siegfried Pfaff (Hörspiel – ORB)
- 1996: Klaus Pohl: Wartesaal Deutschland Stimmen Reich (Ordner Baumann) – Regie: Dieter Mann/Norbert Schaeffer (Hörspiel – SWF)

## Schallplatte
- 1962: Mark Twain: Tom Sawyers großes Abenteuer (Pit) – Regie: Karl Heinz Möbius (Kinderhörspiel – Litera)
- 1964: Fred Rodrian: Das Wolkenschaf, LITERA – 7 60 031
- 1964: Inge Kalisch und Hans Sandig: Die Abenteuer der kleinen Trompete (Sprecher), ETERNA – 7 20 193
- 1964: Hans Christian Andersen: Das Feuerzeug (Erzähler), LITERA – 7 60 037
- 1970: Hans Christian Andersen: Die Nachtigall (Kavalier), LITERA – 8 65 147
- 1970: Hans Christian Andersen: Das häßliche Entlein (Truthahn) – Regie: Dieter Scharfenberg (Kinderhörspiel – Litera)
- 1971: Ein Männlein steht im Walde (Sprecher (Gedichte)), ETERNA – 8 35 038
- 1972: Ein Scheffel Glück (Märchenerzähler), LITERA – 8 65 189
- 1972: Ein Körnchen Wahrheit (Märchenerzähler), LITERA – 8 65 181
- 1972: Brüder Grimm: Tischlein deck dich (Wirt) / Das blaue Licht (Soldat), LITERA – 8 65 179
- 1973: Sergej Prokofjew: Peter Und Der Wolf (Erzähler), ETERNA – 8 26 305
- 1974: Klaus Brasch: Vom dicken Herrn Bell, der das Telefon erfunden hat (alle Rollen), Regie: Horst Hawemann, Litera – 5 65 110
- 1976: Wilhelm Neef (Hrsg.): Die Mädchen von La Rochelle (Chansons aus dem alten Frankreich), AMIGA 8 45 122
- 1977: Dieter Kranz (Hrsg.): Rolf Ludwig – Ein Schauspielerportrait, mit Theaterszenen aus: Jewgeni Schwarz: Der Drache, Inszenierung Benno Besson, Deutsches Theater 1964; Jean-Baptiste Moliere: Don Juan, Inszenierung Benno Besson, Deutsches Theater 1968, Jean-Baptiste Moliere: Arzt wider Willen, Inszenierung Benno Besson, Volksbühne 1971 sowie Alexander Ostrowski: Wald, Inszenierung Manfred Karge und Matthias Langhoff, Volksbühne 1972 u. a., Litera 860 235
- 1976: Mark Twain: Tom Sawyers großes Abenteuer (Pitt), LITERA – 8 60 054
- 1977: James Fenimore Cooper: Die Ballade vom Lederstrumpf (Natty Buppo, genannt Wildtöter, genannt Lederstrumpf)
- 1980: Hans Christian Andersen: Der standhafte Zinnsoldat (Zinnsoldat) – Regie: Heiner Möbius (Kinderhörspiel – Litera)
- 1979: Brüder Grimm: König Drosselbart (Erzähler), Litera 8 65 267
- 1979: Charles De Coster: Die Geschichte von Ulenspiegel und Lamme Goedzak (Sprecher), LITERA – 8 60 062
- 1979: Leonid Solowjew: Nasreddin in Buchara (Der Töpfer Nijas / Alter Mann), LITERA – 8 65 270
- 1981: Horst Hawemann nach Hans Christian Andersen: Der standhafte Zinnsoldat (Zinnsoldat), LITERA 8 65 273
- 1980: Albert Wendt: Prinzessin Zartfuß und die sieben Elefanten (Kranräuber)
- 1984: Brüder Grimm: Der Teufel mit den drei goldenen Haaren (Teufel), LITERA – 8 65 361
- 1985: Horst Hawemann: Die Katze, die immer nur ihre eigenen Wege ging (Erzähler/Kind), Litera 8 65 367
- 1985: Brüder Grimm: Hans im Glück (Der Gänsezüchter), Litera 8 65 382
- 1986: Wilhelm Hauff: Das kalte Herz (Glasmännlein), Litera 8 65 385
- 1986: Petrea und die Blütenkaiserin (Die drei Greise), LITERA – 8 65 384
- 1987: Hans Christian Andersen: Des Kaisers neue Kleider (Hofmarschall), LITERA – 8 65 397
- 1989: Alexei Nikolajewitsch Tolstoi: Gevatter Naúm (Gevatter Naúm), Litera 8 65 427
- 1990: Brüder Grimm: Hänsel und Gretel (Hexe), Litera-Kassette: 065 448
- 1991: Hans Christian Andersen: Das häßliche junge Entlein (Truthahn)
- 2004: Der Wasserkristall (Krakerich / Sternenputzer Funkelfix)

## Synchronsprecher
- 1962: Einesteils der Liebe wegen als Anton der Frisör
- 1968: Die Olsenbande als Egon Olsen